# Свети Атанасий (Нивици)
Вижте пояснителната страница за други значения на Свети Атанасий.
„Свети Атанасий или „Свети Атанас“ (на гръцки: Αγίου Αθανασίου) е средновековна църква, аскетарий, край преспанското село Нивици (Псарадес), част от Леринската, Преспанска и Еордейска епархия на Вселенската патриаршия, под управлението на Църквата на Гърция.

## Местоположение
Аскетарият е разположен на източния бряг на Нивишкия залив, северно от селото.

## Описание
Църквичката е в руини. В олтарната част са запазени стенописи.